# 胡齊斯坦奥克辛钢铁公司
胡齊斯坦奥克辛钢铁公司（波斯語：‎）是一家伊朗钢铁公司，生产各种钢板以制造石油产品储罐和其他钢铁产品。奥克辛钢铁公司成立于2005年，于2009年开始批量生产。目前，公司的年生产能力相当于100万吨钢铁产品。公司总部和制造工厂位于阿瓦士。从2009年到2021年，公司的年产量约为70万吨，而其标称产能为100万5千吨。

## 历史
为了满足对宽钢板和热处理工艺的需求，完成石油、天然气、石化、海事和机械制造等行业的供应链，并满足伊朗战略工业产品的需求，胡齊斯坦奥克辛钢铁公司于2005年成立。该公司于2009年开始批量生产。自2005年至2008年建厂安装期间，2009年工厂投产运营，2010年开始批量生产。2012年，产量超过60万吨。2013年，公司还投产了热处理炉及专业产品生产线，并被伊朗标准组织评为全国顶级钢铁公司。组织价值观、质量关注、团队合作、精英管理、客户导向、持续改进和社会责任被视为公司的组织价值观。

## 产品
该公司生产的产品有53%用于石油和天然气输送管道，30% 以上与生产石油和天然气储存用压力容器和储罐的公司有关，约10%用于建筑材料。奥克辛钢铁公司的名义年生产能力为1005万吨。据公布，该公司板材的名义年生产能力为105万吨，其中约21万吨可以进行热处理。该公司消耗的原材料是连铸钢厂提供的钢坯。这些钢板的厚度为110至130毫米，宽度为1200至2200毫米，长度为3000至4500毫米。